# Paramolgula filholi
Paramolgula filholi är en sjöpungsart som först beskrevs av Pizon 1898.  Paramolgula filholi ingår i släktet Paramolgula och familjen kulsjöpungar. Inga underarter finns listade i Catalogue of Life.